# Aleš Brezavšček
Aleš Brezavšček (né le 30 novembre 1972 à Mojstrana) est un ancien skieur alpin slovène.

## Carrière
Il compte une participation aux Jeux olympiques à son actif, à Nagano en 1998, où il termine septième du combiné et vingt-huitième du super G.
En Coupe du monde, il a obtenu deux places dans les dix premiers en carrière.
Il est champion de Slovénie du Super G en 1996.

## Palmarès

### Coupe du monde
- Meilleur classement final : 69e en 1999.
- Meilleur résultat : 7e.